# Daniel Mariano Bueno
Daniel Mariano Bueno (sinh ngày 15 tháng 12 năm 1983) là một cầu thủ bóng đá người Brasil.

## Sự nghiệp câu lạc bộ
Daniel Mariano Bueno đã từng chơi cho Omiya Ardija.

## Thống kê câu lạc bộ

### J.League
| Đội          | Năm       | J.League | J.League | J.League Cup | J.League Cup | Tổng cộng | Tổng cộng |
| Đội          | Năm       | Trận     | Bàn      | Trận         | Bàn          | Trận      | Bàn       |
| ------------ | --------- | -------- | -------- | ------------ | ------------ | --------- | --------- |
| Omiya Ardija | 2004      | 5        | 0        | -            | -            | 5         | 0         |
| Tổng cộng    | Tổng cộng | 5        | 0        | 0            | 0            | 5         | 0         |